# Church Row

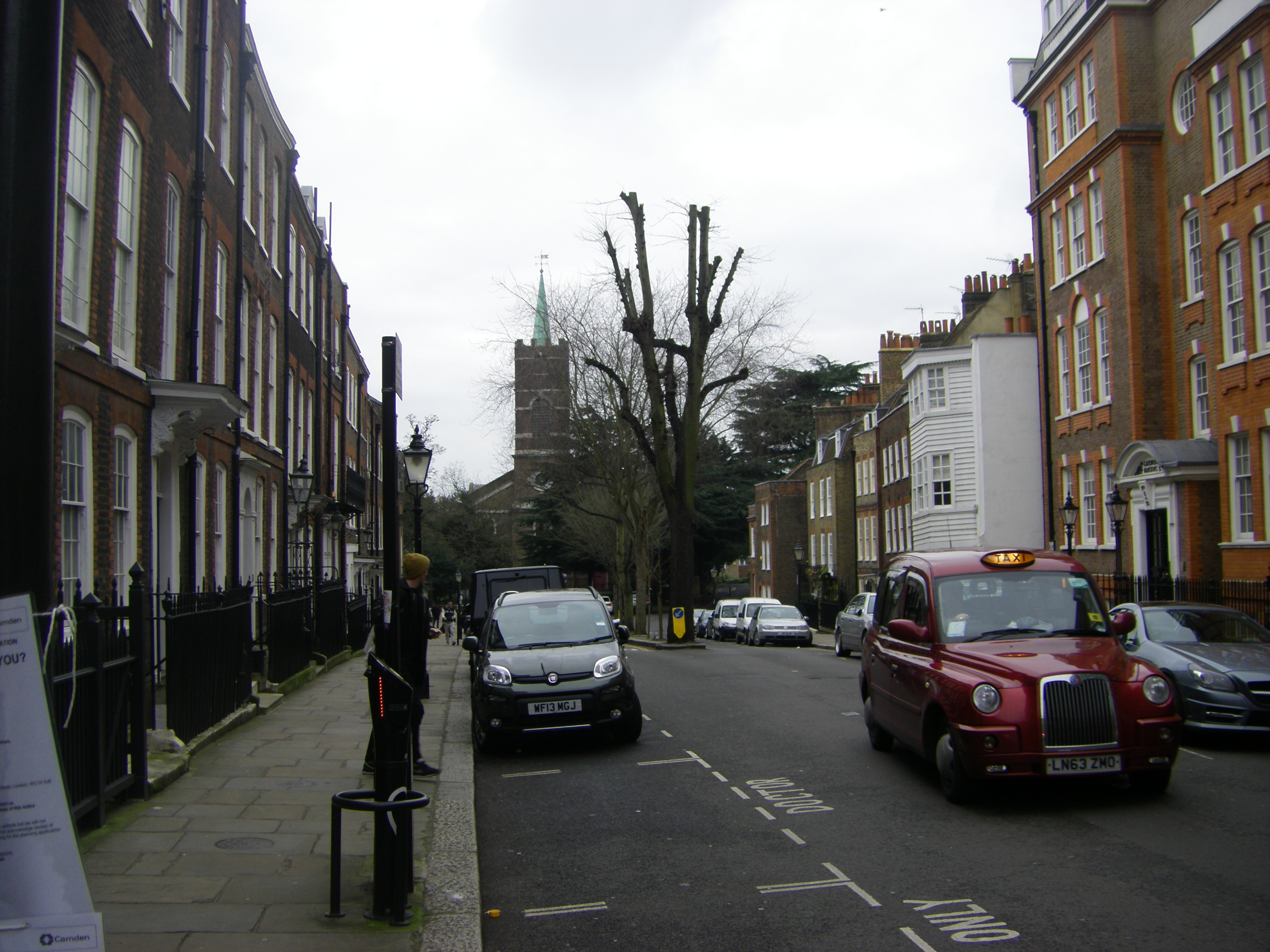
Blick in die Church Row

Die Church Row ist eine Straße im Londoner Stadtteil Hampstead, Bezirk Camden. Sie befindet sich zwischen Frognal, einer Straße im Westen, und der Fitzjohn's Avenue im Osten. Die einzigen Straßen, die von der Church Row abzweigen, sind Frognal Gardens und Holly Walk, die beide in Richtung Norden führen. Einen großen Teil des Bereichs südlich der Straße nimmt das Grundstück der Parish Church of St John-at-Hampstead ein, von der die Straße einst ihren Namen bezog. Zu dem kircheneigenen Gelände gehört auch der Friedhof St John-at-Hampstead, auf dem eine Reihe von bedeutenden Persönlichkeiten ihre letzte Ruhestätte fanden. Hierzu zählen der Schriftsteller und Historiker Sir Walter Besant (1836–1901), der Maler John Constable (1776–1837), der Komiker Peter Cook (1937–1995), die Kinderbuchautorin Eleanor Farjeon (1881–1965), der Politiker Hugh Gaitskell (1906–1963), der Erfinder John Harrison (1693–1776), die Schauspielerin Kay Kendall (1926–1959), der Schriftsteller George du Maurier (1834–1896) und sein Sohn, der Schauspieler Gerald du Maurier (1873–1934), der Politiker Frank Soskice, Baron Stow Hill (1902–1979) und der Schauspieler Adolf Wohlbrück (1896–1967).
Die Church Row gilt als eine der schönsten Straßen Londons mit einer nahezu kompletten georgianischen Bauweise, deren ursprüngliche Details größtenteils bis heute erhalten geblieben sind.
Die Straße existierte unter ihrem heutigen Namen nachweislich bereits 1728. Eine Reihe von Künstlern und Autoren unterhielt hier zeitweise ihr Domizil. 

## Berühmte Anwohner

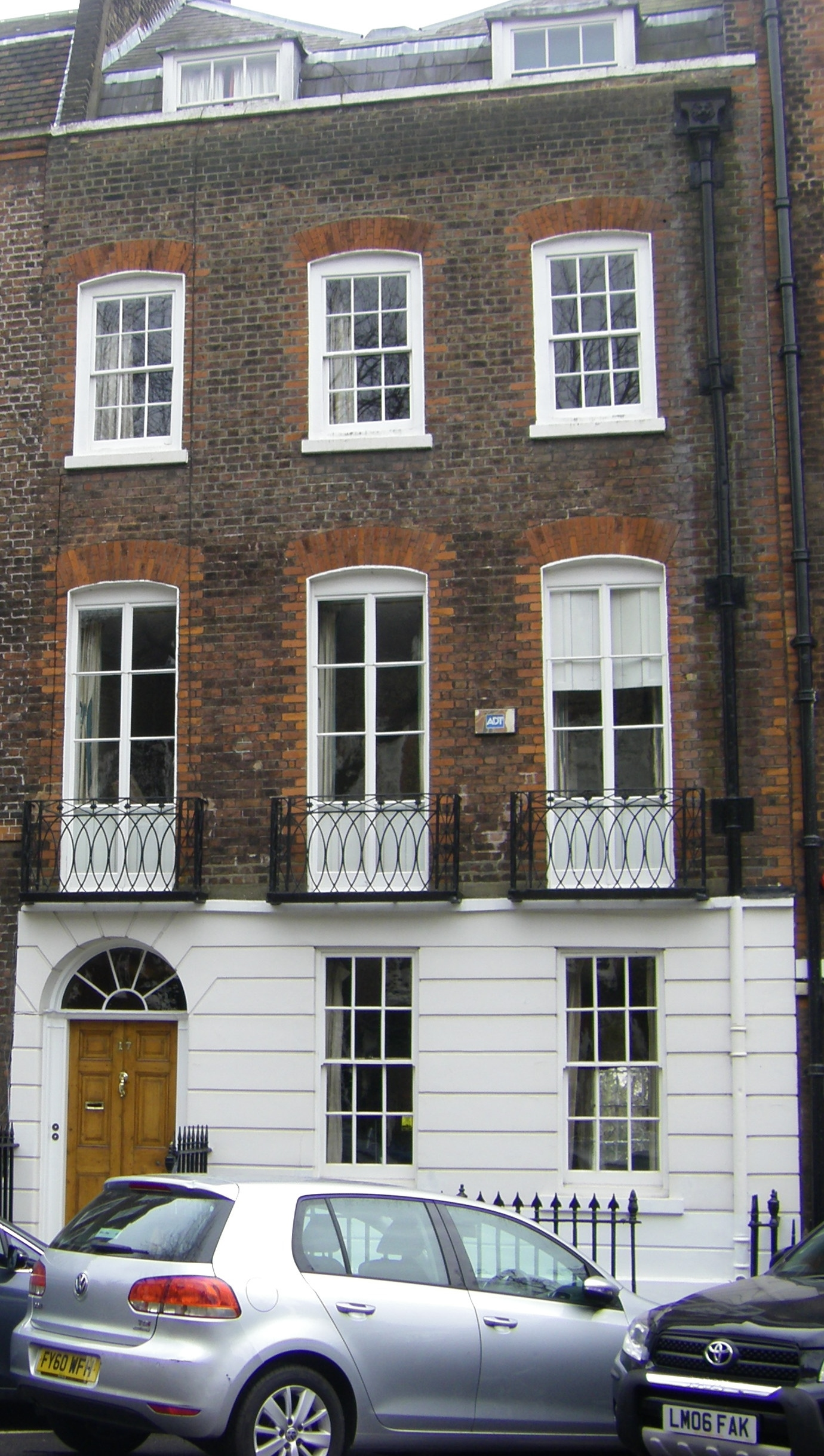
Haus Nummer 17

Unter der Nummer 8 lebten um 1800 die Schriftstellerin Anna Laetitia Barbauld (1743–1825) und ihre ebenfalls als Schriftstellerin tätige Nichte Lucy Aikin (1781–1864). 
In dem Haus mit der Nummer 17 lebte zwischen 1909 und 1912 der Schriftsteller H.G. Wells (1866–1946). 1964 wurde das Haus von dem Komiker Peter Cook (1937–1995) erworben, der unter dieser Adresse Gäste wie John Lennon, Paul McCartney, Peter Ustinov und Peter Sellers empfing.
Unter Nummer 19 lebte in den 1970er Jahren der Politiker Sir Frank Soskice, Baron Stow Hill (1902–1979).
Unter den Nummern 20, 24 und 26 lebten die Architekten Thomas Garner (1839–1906), George Frederick Brodley (1827–1907) und George Gilbert Scott the younger (1839–1897), die sich zusammen ein Büro teilten und das Unternehmen Watts & Co gründeten. Außerdem lebte zwischen 1907 und 1910 der Schriftsteller und Dichter Lord Alfred Douglas (1870–1945) im Haus Nummer 24. 
In dem Haus Nummer 27 lebte der Schriftsteller und Zeichner George du Maurier (1834–1896) zwischen 1870 und 1874. Zu dieser Zeit wurde sein Sohn Gerald du Maurier (1873–1934) geboren. Später bewohnte der Musiker Cecil Sharp (1859–1924) das Haus.
Der schottische Schriftsteller Compton Mackenzie (1883–1972) lebte 1910 vorübergehend im Haus Nummer 28, das sich unmittelbar vor der östlich verlaufenden Heath Street befindet.